# Библиотека культуры (Норвежский книжный клуб)
Библиоте́ка культу́ры (100 важне́йших нау́чных книг всех времён) — серия классических научно-популярных книг, которые члены Норвежского книжного клуба посчитали самыми важными «книгами, изменившими мир». Серия издается с 1998 года. Выбор был сделан жюри, состоящим из 100 норвежских профессоров вузов.
Книгой, которая считалась самой влиятельной нехудожественной работой своего времени, была книга Чарльза Дарвина «Происхождение видов путём естественного отбора» 1859 года. Более всех в списке представлена философия (30 работ из 100) и социология (5 работ из 100). Богословие представлено в основном христианскими исследованиями (6 из 8). Гуманитарные труды в основном (15 против 2) относятся к либеральной мысли (осуждаются тоталитаризм, колониализм, поддерживается феминизм). Экономические труды представлены как консерваторами (Смит), так и либералами (Кейнс) и коммунистами (Маркс). 7 работ посвящены исключительно Скандинавии, вопреки заявленному в списке принципу всеобщей мировой значимости. Биологии и медицине посвящено непропорционально мало трудов в списке — 4, физике — также 4.

## Список
| №   | Автор                           | Название / на языке оригинала | Год       | Язык оригинала      | Категория                                  |
| --- | ------------------------------- | --- | --------- | ------------------- | ------------------------------------------ |
| 1   | Чарльз Дарвин                   | Происхождение видов в оригинале: On the Origin of Species | 1859      | Английский          | Естествознание                             |
| 2   | Фридрих Ницше                   | Так говорил Заратустра в оригинале: Also sprach Zarathustra | 1885      | Немецкий            | Философия (жизни)                          |
| 3   | Никколо Макиавелли              | Государь в оригинале: Il principe | 1532      | Итальянский         | Политология                                |
| 4   | Зигмунд Фрейд                   | Толкование сновидений в оригинале: Die Traumdeutung | 1900      | Немецкий            | Психология                                 |
| 5   | Вирджиния Вулф                  | Своя комната в оригинале: A room of one's own | 1929      | Английский          | Феминизм                                   |
| 6   | Аристотель                      | Никомахова этика в оригинале: Ἠθικὰ Νικομάχεια | -300      | Древнегреческий     | Философия (перипатетики)                   |
| 7   | Арне Несс                       | Экология, окружающая среда и образ жизни в оригинале: Økologi, samfunn og livsstil. Utkast til økosofi                                                                               | 1976      | Норвежский          | Скандинавия                                |
| 8   | Махатма Ганди                   | Все люди — братья |           | Английский          | Идеология                                  |
| 9   | Альберт Эйнштейн                | О специальной и общей теории относительности (общедоступное изложение) в оригинале: Über die spezielle und die allgemeine Relativitätstheorie: gemeinverständlich Autobiographisches | 1917      | Немецкий            | Физика                                     |
| 10  | Мишель Фуко                     | История безумия в классическую эпоху в оригинале: Folie et déraison. Histoire de la folie à l'âge classique                                                                          | 1961      | Французский         | Медицина                                   |
| 11  | Симона де Бовуар                | Второй пол в оригинале: Le deuxième sexe | 1949      | Французский         | Феминизм                                   |
| 12  | Карл Маркс, Фридрих Энгельс     | Манифест Коммунистической партии в оригинале: Manifest der Kommunistischen Partei | 1848      | Немецкий            | Политология                                |
| 13  | Ханна Арендт                    | Эйхман в Иерусалиме в оригинале: Eichmann in Jerusalem | 1963      | Английский          | Тоталитаризм                               |
| 14  | Неизвестный автор               | Тень конунга в оригинале: Konungs skuggsjá | 1250      | Древнеисландский    | Скандинавия                                |
| 15  | Гиппократ                       | Об искусстве врачевания в оригинале: Περί Τέχνης | -400      | Древнегреческий     | Медицина                                   |
| 16  | Сёрен Кьеркегор                 | Понятие страха в оригинале: Begrebet angest | 1844      | Датский             | Богословие (лютеранство)                   |
| 17  | Сёрен Кьеркегор                 | «Ойебликкет» в оригинале: «Øieblikket» | 1855      | Датский             | Богословие (лютеранство)                   |
| 18  | Мигель де Унамуно               | О трагическом чувстве жизни в оригинале: Del sentimento trágico de la vida en los hombres y en los pueblos                                                                           | 1912      | Испанский           | Философия (экзистенциализм)                |
| 19  | Жан-Жак Руссо                   | Общественный договор в оригинале: Du contrat social | 1762      | Французский         | Политология                                |
| 20  | Макс Вебер                      | Протестантская этика и дух капитализма в оригинале: Die protestantische Ethik und der Geist des Kapitalismus                                                                         | 1905      | Немецкий            | Социология                                 |
| 21  | Мартин Лютер                    | Малый и Большой катехизисы | 1529      | Немецкий            | Богословие (лютеранство)                   |
| 22  | Эдвард Саид                     | Ориентализм в оригинале: Orientalism | 1978      | Английский          | Культурология                              |
| 23  | Стивен Хокинг                   | Краткая история времени в оригинале: A Brief History of Time | 1988      | Английский          | Физика                                     |
| 24  | Альберт Швейцер                 | Благоговение перед жизнью в оригинале: Die Ehrfurcht vor dem Leben |           | Немецкий            | Философия (гуманизм)                       |
| 25  | Альбер Камю                     | Миф о Сизифе (эссе) в оригинале: Le Mythe de Sisyphe | 1942      | Французский         | Философия (абсурдизм)                      |
| 26  | Франц Фанон                     | Проклятые этой земли в оригинале: Les damnés de la terre | 1961      | Французский         | Деколонизация                              |
| 27  | Пьер Бурдье                     | Различение: социальная критика суждения в оригинале: La Distinction. Critique social de jugement                                                                                     | 1979      | Французский         | Социология                                 |
| 28  | Барух Спиноза                   | Этика в оригинале: Ethica, ordine geometrico demonstrata | 1677      | Новая латынь        | Философия (рационализм)                    |
| 29  | Ролан Барт                      | Мифологии в оригинале: Mythologies | 1957      | Французский         | Семиотика                                  |
| 30  | Мартин Бубер                    | Я и Ты в оригинале: Ich und Du | 1923      | Немецкий            | Богословие (иудаизм)                       |
| 31  | Мэри Уолстонкрафт               | В защиту прав женщин в оригинале: A Vindication for the Rights of Women | 1792      | Английский          | Феминизм                                   |
| 32  | Людвиг Витгенштейн              | Философские исследования в оригинале: Philosophische Untersuchungen | 1953      | Немецкий            | Философия (аналитическая)                  |
| 33  | Паулу Фрайри                    | Педагогика угнетённых в оригинале: Pedagogia do Oprimido | 1968      | Португальский       | Деколонизация                              |
| 34  | Бетти Фридан                    | Загадка женственности в оригинале: The feminine mystique | 1963      | Французский         | Феминизм                                   |
| 35  | Клод Леви-Стросс                | Печальные тропики в оригинале: Tristes tropiques | 1955      | Французский         | Антропология                               |
| 36  | Мирча Элиаде                    | Священное и мирское в оригинале: Das Heilige und das Profane | 1957      | Немецкий            | Богословие                                 |
| 37  | Цицерон                         | Об обязанностях в оригинале: De officiis | -44       | Классическая латынь | Философия (эклектизм)                      |
| 38  | Нил Постман                     | Развлекаемся до смерти в оригинале: Amusing Ourselves to Death | 1985      | Английский          | Медиаведение                               |
| 39  | Джон Стюарт Милль               | Подчинённость женщины | 1869      | Английский          | Феминизм                                   |
| 40  | Фридрих Шиллер                  | Письма об эстетическом воспитании человека в оригинале: Über die ästhetische Erziehung des Menschen                                                                                  | 1795      | Немецкий            | Философия (искусства)                      |
| 41  | Геродот                         | История в оригинале: Ἱστορίαι | -440      | Древнегреческий     | История                                    |
| 42  | Петер Вессель Цапфе             | О трагическом в оригинале: Om det tragiske | 1941      | Норвежский          | Философия                                  |
| 43  | Юрген Хабермас                  | Структурное изменение публичной сферы в оригинале: Strukturwandel der Öffentlichkeit                                                                                                 | 1962      | Немецкий            | Социология                                 |
| 44  | Карл В. Шнитлер                 | Культурные обычаи норвежских госслужащих в 1814—1840 гг. в оригинале: Slegten fra 1814                                                                                               | 1911      | Норвежский          | Скандинавия                                |
| 45  | Герберт Маркузе                 | Одномерный человек в оригинале: One-Dimensional Man | 1964      | Английский          | Тоталитаризм                               |
| 46  | Александра Коллонтай            | Революция и любовь | 1911—1926 | Русский             | Феминизм                                   |
| 47  | Иммануил Кант                   | Критика чистого разума в оригинале: Kritik der reinen Vernunft | 1781      | Немецкий            | Философия (кантианство)                    |
| 48  | Элиас Канетти                   | Масса и власть в оригинале: Masse und Macht | 1960      | Немецкий            | Социология                                 |
| 49  | Фома Аквинский                  | Сумма теологии | 1274      | Классическая латынь | Богословие (католицизм)                    |
| 50  | Зигмунт Бауман                  | Актуальность Холокоста в оригинале: Modernity and the Holocaust | 1989      | Английский          | Либерализм                                 |
| 51  | Теодор Адорно                   | Проблемы философии морали Minima Moralia: Reflexionen aus dem beschädigten Leben |           | Немецкий            | Философия (франкфуртская школа)            |
| 52  | Эйлерт Сунт                     | Состояние морали в Норвегии в оригинале: Sædeligheds-Tilstanden i Norge | 1857      | Датский             | Скандинавия                                |
| 53  | Анри Бергсон                    | Два источника морали и религии в оригинале: Les Deux sources de la morale et de la religion                                                                                          | 1932      | Французский         | Философия (жизни)                          |
| 54  | Кристофер Лаш                   | Культура нарциссизма в оригинале: The culture of narcissism | 1979      | Английский          | Психология                                 |
| 55  | Эмиль Дюркгейм                  | Самоубийство в оригинале: Le suicide | 1897      | Французский         | Социология                                 |
| 56  | Платон                          | Пир в оригинале: Συμπόσιον | -380      | Древнегреческий     | Философия (платонизм)                      |
| 57  | Георг Вильгельм Фридрих Гегель  | Феноменология духа в оригинале: Phänomenologie des Geistes | 1807      | Немецкий            | Философия (немецкий идеализм)              |
| 58  | Артур Шопенгауэр                | Мир как воля и представление в оригинале: Die Welt als Wille und Vorstellung | 1819      | Немецкий            | Философия (иррационализм)                  |
| 59  | Блез Паскаль                    | Мысли в оригинале: Pensées | 1669      | Французский         | Богословие (католицизм)                    |
| 60  | Мартин Хайдеггер                | Бытие и время в оригинале: Sein und Zeit | 1927      | Немецкий            | Философия (феноменология)                  |
| 61  | Эдмунд Бёрк                     | Размышления о революции во Франции в оригинале: Reflections on the Revolution in France                                                                                              | 1790      | Английский          | Консерватизм                               |
| 62  | Томас Кун                       | Структура научных революций в оригинале: The Structure of Scientific Revolutions | 1962      | Английский          | История                                    |
| 63  | Эмманюэль Левина                | Гуманизм другого человека в оригинале: Humanisme de l'autre homme | 1973      | Французский         | Философия (экзистенциальная феноменология) |
| 64  | Карл Маркс                      | Капитал в оригинале: Das Kapital | 1848—1894 | Немецкий            | Экономика                                  |
| 65  | Аврелий Августин                | Исповедь в оригинале: Confessiones | 398       | Классическая латынь | Богословие (христианство)                  |
| 66  | Си Пи Сноу                      | Две культуры и научная революция в оригинале: The Two Cultures | 1959      | Английский          | История                                    |
| 67  | Эрнст Кассирер                  | Логика наук о культуре в оригинале: Zur Logik der Kulturwissenschaften | 1942      | Немецкий            | Культурология                              |
| 68  | Аристотель                      | Поэтика в оригинале: Περὶ ποιητικῆς | -335      | Древнегреческий     | Философия (перипатетики)                   |
| 69  | Георг Хенрик фон Вригт          | Наука и разум в оригинале: Vetenskapen och förnuftet | 1990      | Шведский            | Философия                                  |
| 70  | Галилео Галилей                 | Диалог о двух системах мира в оригинале: Dialogo sopra i due massimi sistemi del mondo                                                                                               | 1632      | Итальянский         | Физика                                     |
| 71  | Мишель Монтень                  | Опыты в оригинале: Essais | 1580      | Французский         | Философия (скептицизм)                     |
| 72  | Платон                          | Федр в оригинале: Φαῖδρος | -365      | Древнегреческий     | Философия (платонизм)                      |
| 73  | Дэвид Юм                        | Трактат о человеческой природе в оригинале: A Treatise of Human Nature | 1740      | Английский          | Философия (эмпиризм)                       |
| 74  | Зигмунд Фрейд                   | Введение в психоанализ в оригинале: Einführung in die Psychoanalyse | 1917      | Немецкий            | Психология                                 |
| 75  | Снорри Стурлусон                | Сага о св. Олафе в оригинале: Ólafs Saga Helga | 1220      | Древнеисландский    | Скандинавия                                |
| 76  | Эразм Роттердамский             | Похвала глупости в оригинале: Laus stultitiae | 1509      | Классическая латынь | Философия (гуманизм)                       |
| 77  | Ханс-Георг Гадамер              | Истина и метод в оригинале: Wahrheit und Methode: Grundzüge einer philosophischen Hermeneutik                                                                                        | 1960      | Немецкий            | Философия (герменевтика)                   |
| 78  | Джон Стюарт Милль               | О свободе | 1859      | Английский          | Либерализм                                 |
| 79  | Алексис де Токвиль              | Демократия в Америке в оригинале: De la démocratie en Amérique | 1835      | Французский         | Либерализм                                 |
| 80  | Сьюзан Зонтаг                   | Болезнь как метафора | 1978      | Английский          | Литературоведение                          |
| 81  | Конрад Лоренц                   | Так называемое зло в оригинале: Das sogenannte Böse | 1963      | Немецкий            | Психология                                 |
| 82  | Нильс Бор                       | Атомная физика и человеческое познание в оригинале: | 1961      | Датский             | Физика                                     |
| 83  | Конфуций                        | Лунь юй в оригинале: 论语 | -500      | Китайский           | Философия (конфуцианство)                  |
| 84  | Рене Декарт                     | Размышления о первой философии в оригинале: Meditationes deprima philosophia | 1647      | Классическая латынь | Философия (рационализм)                    |
| 85  | Макс Хоркхаймер и Теодор Адорно | Диалектика Просвещения в оригинале: Dialektik der Aufklärung | 1944      | Немецкий            | Философия (франкфуртская школа)            |
| 86  | Карл Линней                     | Флора Швеции в оригинале: Flora Svecica | 1755      | Классическая латынь | Скандинавия                                |
| 87  | Джон Мейнард Кейнс              | Общая теория занятости, процента и денег в оригинале: The general theory of employment, interest and money                                                                           | 1936      | Английский          | Экономика                                  |
| 88  | Адам Смит                       | Исследование о природе и причинах богатства народов в оригинале: An Inquiry into the Nature and Causes of the Wealth of Nations                                                      | 1776      | Английский          | Экономика                                  |
| 89  | Ибн Хальдун                     | Мукаддима в оригинале: مقدّمة ابن خلدون | 1377      | Арабский            | Консерватизм                               |
| 90  | Людвиг Хольберг                 | Эссе | 1711—1754 | Датский             | Скандинавия                                |
| 91  | Морис Мерло-Понти               | Феноменология восприятия в оригинале: La Phénoménologie de la perception | 1945      | Французский         | Философия (экзистенциальная феноменология) |
| 92  | Томас Гоббс                     | Левиафан в оригинале: Leviathan, or The matter, forme and power of a common wealth ecclesiasticall and civil                                                                         | 1651      | Английский          | Политология                                |
| 93  | Эгон Фриделл                    | Культурная история нашего времени: культурные течения от Чёрной смерти до Мировой войны в оригинале: Vår tids kulturhistorie: kulturstrømninger fra sortedøden til verdenskrigen     | 1927—1931 | Датский             | Литературоведение                          |
| 94  | Карл Поппер                     | Открытое общество и его враги | 1945      | Английский          | Либерализм                                 |
| 95  | Сьюзан Зонтаг                   | СПИД и его метафоры в оригинале: Aids and its metaphors | 1989      | Английский          | Литературоведение                          |
| 96  | Грегори Бейтсон                 | Разум и природа: неизбежное единство в оригинале: Mind and Nature: A Necessary Unity                                                                                                 | 1979      | Английский          | Антропология                               |
| 97  | Вальтер Беньямин                | Произведение искусства в эпоху его технической воспроизводимости в оригинале: The Work of Art in the Age of Mechanical Reproduction                                                  | 1936      | Немецкий            | Культурология                              |
| 98  | Жан-Поль Сартр                  | Бытие и ничто в оригинале: L'être et le néant - essai d'ontologie phénoménologique                                                                                                   | 1943      | Французский         | Философия (экзистенциализм)                |
| 99  | Михаил Бахтин                   | Франсуа Рабле в истории реализма | 1940      | Русский             | Литературоведение                          |
| 100 | Стивен Джей Гульд               | Ложное измерение человека в оригинале: The Mismeasure of Man | 1981      | Английский          | Биология                                   |

## Жюри, составившее список
Среди 100 жюри преобладают специалисты по гуманитарным наукам — 89 человек: 11 исследователей философии, 9 историков, 9 литературоведов, 7 романистов, 7 социологов, 
6 антропологов, 5 богословов, 5 искусствоведов, 5 политологов, 5 скандинавистов, 4 пиар-специалиста, 4 психолога, 3 феминиста, 3 юриста, 2 германиста, 1 китаевед, 1 педагог, 1 русист, 1 экономист, — тогда как специалистов по техническим и медицинским специальностям всего лишь 11 человек: 4 врача, 3 биолога, 2 математика, 1 криминолог, 1 химик.
- Анна-Лиза Амаду — Франция
- Ю. Анненес — Уголовное право
- Хокон Вит Аннешен — История науки
- Эйвинн Аннешен — Классическая эпоха
- Эдуардо Аркетти — Социальная антропология
- Ранни Рённинг Бальсвик — История
- Брит Берггрен — Этнология
- Арнфинн Бё-Рюгг — История искусства
- Юстейн Бёртнес — Россия
- Лив Бликсру — Скандинавия
- Ида Блом — Феминизм
- Аннеш Братхольм — Уголовное право
- Ян Брёггер — Социальная антропология
- Оттар Брокс — Социология
- Енс Брорвиг — История религии
- Пер Бувик — Литературоведение
- Йон-Руар Бьёркволл — Музыковедение
- Финн-Эрик Винье — Скандинавия
- Эльсбет Вессель — Германия
- Эгиль А. Вюллер — Философия
- Юхан Гальтунг — Социология
- Нильс Петтер Гледич — Социология
- Карл Эрик Греннесс — Психология
- Юстейн Грипсру — СМИ
- Бертольд Грюнфельд — Медицина
- Марианне Гуллеста — Социальная антропология
- Ингемунн Гульвог — Философия
- Карин Гуннешен — Франция
- Ханс Фредрик Даль — СМИ
- Гуннар Данбольт — История искусства
- Якоб Ервелл — Богословие
- Ирене Иверсен — Литературоведение
- Вигдис Иста — Скандинавия
- Луне Клем — Италия
- Арне Мартин Клёусен — Социальная антропология
- Эйнар Кринглен — Психиатрия
- Нильс Кристи — Криминология
- Отто Крогсет — История религии
- Тумас Крогх — Идеология
- Инге Лённинг — Богословие
- Сиссел Ли — Франция
- Арилл Линнеберг — Литературоведение
- Коре Луннен — История
- Уле Хенрик Магга — Саамы
- Магне Мальмангер — История искусства
- Тумас Матьесен — Социология
- Арне Мельберг — Литературоведение
- Кари Мельбю — Феминизм
- Турил Мой — Литературоведение
- Пребен Мунте — Социоэкономика
- Хьёрдис Нерхейм — Философия
- Ингер Нордаль — Биология
- Хельге Нордаль — Франция
- Эва Норланн — Педагогика
- Асбьёрн Орнес — Классическая эпоха
- Петтер Ослеста — Литературоведение
- Рагнхильд Э. Рейнтон — Литературоведение
- Хельге Рённинг — СМИ
- Вигго Росвер — Философия
- Хьелль Рохейм — Психология
- Эвен Руу — Музыковедение
- Франсис Сейеште — История
- Эйстейн Сёренсен — История
- Ярле Сименсен — История
- Руне Слагста — Политология
- Люси Смит — Юриспруденция
- Ян Хельге Сольбакк — Медицинская этика
- Арве Сольста — Политология
- Гру Стейнсланн — История религии
- Кнут Стене-Юхансен — Литературоведение
- Нильс Кристиан Стенсет — Биология
- Марит Треттеберг — Химия
- Бьёрн Тюсдаль — Англия
- Енс Эрик Фенста — Математика
- Свейн-Эйрик Фёускевог — Франция
- Гутторм Флёйста — Идеология
- Пер Фуджелли — Медицина
- Рагнар Фьелланн — История науки
- Уле Фюранн — Медицина
- Отто Хагеберг — Скандинавия
- Гру Хагеманн — Феминизм
- Бернт Хагтвет — Политология
- Ян-Эрик Эббеста Хансен — Идеология
- Кристоф Харбсмейер — Восточная Азия
- Йон Хеллеснес — Философия
- Гудмунн Хернес — Социология
- Хельга Хернес — Политология
- Даг Хессен — Биология
- Атле Хиттанг — Литературоведение
- Ханне Ховинн — Психология
- Карин Хольтер — Франция
- Гуннар Ширбекк — Философия
- Гейр Эллингсру — Математика
- Фредрик Энгельста — Социология
- Тумас Хюлланн Эриксен — Социальная антропология
- Тронн Берг Эриксен — Идеология
- Даг Эстерберг — Социология и Музыковедение
- Эйвинн Эстеру — Политология
- Эудун Эфсти — Философия
- Аннеш Юхансен — СМИ